# Lorraine Daston
Lorraine Jennifer Daston (Lansing, Míchigan, 9 de junio de 1951) es una historiadora de la ciencia nacida en Estados Unidos y radicada en Alemania. Desde 1995 es la Directora Ejecutiva del Instituto Max Planck de Historia de la Ciencia en Berlín, Alemania.
Daston es Profesora Honoraria de la Universidad Humboldt de Berlín desde 1997 y ha sido profesora visitante de la Universidad de Harvard (2002-2003) y  de la Universidad de Chicago (2005-2008).

## Actividades académicas
Daston obtuvo el Doctorado en Historia de la Ciencia de la Universidad de Harvard en 1979.  Adicionalmente, Daston es miembro de la British Academy y en el año 2002 fue elegida miembro de la Academia alemana de las ciencias naturales Leopoldina  en la sección “Historia de la ciencia y la medicina”. Desde 2005, Daston ha sido Profesora Visitante en la Universidad de Chicago. Su libro Classical Probability and the Enlightenment publicado en 1988 por la Princeton University Press fue galardonado en 1989 con el Pfizer Award otorgado por la History of Science Society  que reconoce  los “libros más sobresalientes de historia de la ciencia”.

## Publicaciones (selección)
- Classical Probability and the Enlightenment, Princeton University Press, 1988.
- Wonders and the Order of Nature, 1150 -1750 (en coautoría con Katharine Park), Zone Books, 1998.
- Biographies of Scientific Objects (editora), The University of Chicago Press, 2000.
- "Objektivität und die kosmische Gemeinschaft", en: Kulturtheorien der Gegenwart. Ansätze und Positionen, Campus Verlag, 2001.
- Eine kurze Geschichte der wissenschaftlichen Aufmerksamkeit, Carl Friedrich von Siemens Stiftung, vol. 72. 2001.
- Objectivity (en coautoría con  Peter Galison), Zone Books, 2007.
- Histories of Scientific Observation (coeditado con Elizabeth Lunbeck), The University of Chicago Press, 2011.

De Lorraine Daston se ha publicado en español:
- “La objetividad y la comunidad cósmica” en: Teoría de la cultura. Un mapa de la cuestión (compilado por Gerhart Schröder y Helga Breuninger) Fondo de Cultura Económica, Argentina, 2005.  (Traducción de: "Objektivität und die kosmische Gemeinschaft").[8]
- Breve historia de la atención científica, La Cifra Editorial, México, 2012. (Traducción de Eine kurze Geschichte der wissenschaftlichen Aufmerksamkeit, 2001).[9]
- Contra la naturaleza, Herder, España, 2021. (Traducción de Gegen die Natur, 2018).[10]